# Todas as Coisas do Mundo - Ao Vivo
Todas as Coisas do Mundo - Ao Vivo é o segundo álbum ao vivo e o segundo DVD do cantor brasileiro Leonardo em carreira solo, gravado em junho de 2001 no Credicard Hall, São Paulo, e lançado em 2002 pela BMG. Recebeu um disco de platina pela ABPD e vendeu cerca de 300.000 cópias.

## Faixas

### CD
1. Felicidade
2. Coração Espinhado
3. Quero Colo
4. Um Sonhador
5. Não Aprendi Dizer Adeus
6. Nuvem de Lágrimas
7. Saudade Da Minha Terra
8. Mano
9. Temporal De Amor
10. Tô Fora
11. Todas As Coisas Do Mundo
12. Boto Pra Remexer
13. Cumade E Cumpade
14. Deixaria Tudo
15. Eu Juro
16. A Distância
17. Talismã
18. Cadê Você / Sonho Por Sonho / Não Olhe Assim
19. Entre Tapas E Beijos

### DVD
1. Felicidade
2. Coração Espinhado
3. Quero Colo
4. Um Sonhador
5. Não Aprendi Dizer Adeus
6. Ladrão De Mulher / Bronca Da Patroa / Mulher Gorda / A Pinta Dela
7. Nuvem de Lágrimas
8. Saudade Da Minha Terra
9. Mano
10. Temporal De Amor
11. Tô Fora
12. Todas As Coisas Do Mundo
13. Boto Para Remexer
14. Cumade E Cumpade
15. Deixaria Tudo
16. Eu Juro
17. A Distância
18. Talismã
19. Cadê Você / Sonho Por Sonho / Não Olhe Assim / Paz Na Cama / Rumo À Goiânia
20. Entre Tapas E Beijos

## Mosh Studios
- Mixagem 5.1 e estéreo: Y. Kalil
- Masterização 5.1 e estéreo: Y. Kalil e Walter Lima
- Telas e animações: Frame A Frame
- Autoração: Ronaldo Martines
- Coordenação: Flávio Favero
- Supervisão geral: Oswaldo Malagutti Jr.

### BMG BRASIL LTDA.
- Direção artística: Jorge Davidson
- Coordenação de projeto para DVD: Sergio Bittencourt e Paula Mello

## Certificações
| País          | Certificação | Data | Certificado de vendas |
| ------------- | ------------ | ---- | --------------------- |
| Brasil - ABPD | Platina      | 2002 | 300.000               |